# Slicing

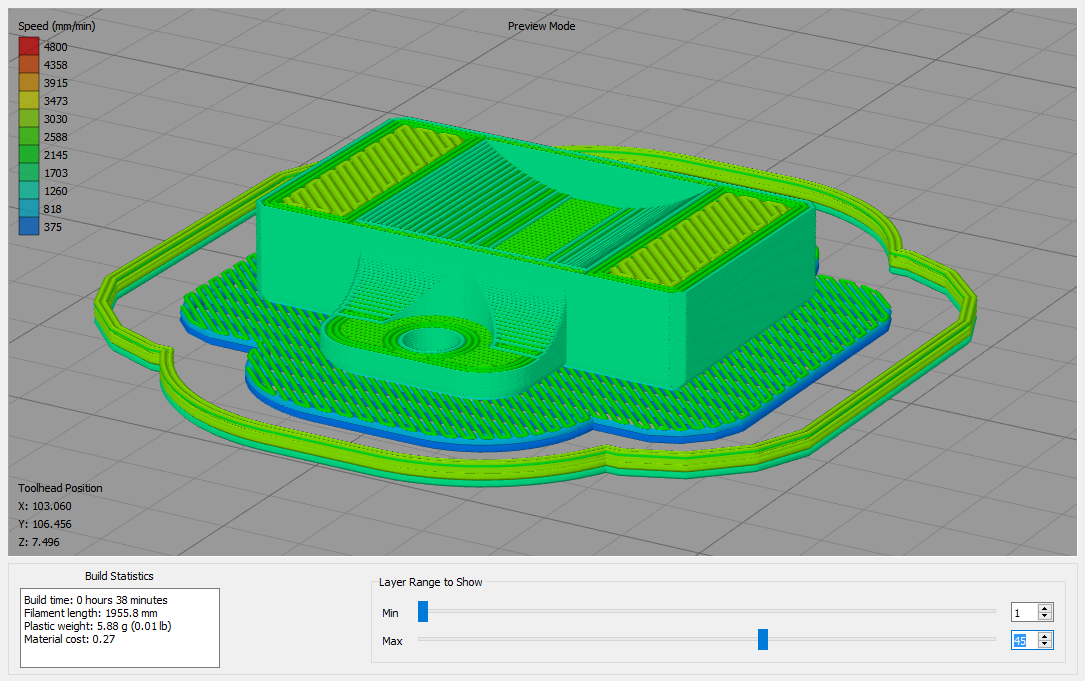
Anteprima di un modello 3D pronto per la stampa

Lo slicing (“affettare”, in inglese) è una delle fasi principali del processo che consente di passare da un modello tridimensionale di un oggetto alla sua versione "affettata" che permette di creare il G-code. Per svolgere questa funzione esistono numerosi software, tra cui Slic3r, Cura e Skeinforge. È il processo che nella manifattura sottrattiva viene realizzato dai software CAM.
Nella fase di slicing, il modello tridimensionale viene tradotto in una serie di “fette” (in inglese viene generalmente tradotto con “layer”, strato) piane orizzontali, che saranno poi realizzate una sopra l'altra, per deposizione di materiale fuso, dall'estrusore della stampante. Negli oggetti stampati con questa tecnologia è facile rinvenire una rigatura orizzontale, dovuta proprio alla successiva sovrapposizione di strati.
Lo spessore dei layer è oggetto di impostazione da parte dell'utente, perché da questo parametro (che può variare in funzione delle caratteristiche tecniche dell'oggetto da stampare) influenza fortemente la qualità della stampa, la resistenza meccanica dell'oggetto prodotto e i tempi di stampa. Alcuni software offrono la possibilità di variare l'altezza del layer alla base e alla sommità dell'oggetto, funzione che si rivela molto utile.  
La maggior parte dei software di slicing ha la funzione di generazione automatica di supporti, necessari per supportare le parti sporgenti.  
Una volta suddiviso l'oggetto in layer, il software di slicing produce un programma in linguaggio G-code che impartirà alla stampante i comandi necessari per costituire ciascun layer; tali comandi riguardano i movimenti sugli assi x e y, l'avanzamento e la ritrazione del filamento. Il movimento sull'asse z, invece, avviene solo nel passaggio tra un layer e il successivo.
Tra le varie impostazioni che i software di slicing permettono di esportare all'interno del G-code ci sono quelli relativi alle temperature di estrusione (che dipendono dal materiale in uso), e l'utilizzo o meno di ventole di raffreddamento.